# Houtain-le-Val
Houtain-le-Val (en wallon Houtin-l'-Vå), est une section de la ville belge de Genappe située en Région wallonne dans la province du Brabant wallon.

## Toponymie
L'origine de Houtain serait flamande et aurait connu plusieurs modifications au fil des siècles.Hout = bois et Heim = habitation. Donc l'habitation de bois ou l'habitation dans les bois.
Houtain-le-Val depuis 1739
Houtain-le-Mont depuis 1742

## Démographie
- Sources:INS, Rem:1831 jusqu'en 1970=recensements, 1976= nombre d'habitants au 31 décembre

## Histoire
Jusqu'en 1811 Houtain-le-Val était scindé par la Dyle en deux parties :
Houtain-le-Val (partie nord du village) et Houtain-le-Mont (partie sud du village)

### Les guerres
- La guerre 1914 - 1918.

Le 20 août 1914, les cavaliers français ont fait une reconnaissance. Ce n'est que le lendemain que les Allemands arrivèrent, le village sera alors occupé par l'ennemi.
En 1916, 29 jeunes furent alors déportés. En 1920, on a inauguré un monument commémoratif en leur honneur devant l'église (les noms des tués y sont gravés)
Un don de Melle Oriane, en 1921, permit d'ériger un monument au cimetière ou reposent les cendres de deux héros, Henri Lalonde et Maurice Duchemin, auxquels est venu s'ajouter Robert Detournay (1940-1945).
- La guerre 1940 - 1945.

En 1938, les premières alertes commencèrent, plusieurs jeunes furent mobilisés. Ils furent démobilisés après un accord entre Arthur Neville Chamberlain et Hitler.
Le 15 mai 1940, les Quatre-Bras de Baisy-Thy sont bombardés par des avions Allemands.
Parmi les prisonniers de guerre seuls deux hommes ne sont pas revenus (Robert Detournay et Jean Ducarme).
Le 6 septembre 1944, les soldats anglais arrivèrent.

## Liste des bourgmestres de 1830 à 1977
- Félix Crousse, de 1870 à 1890, (Parti Libéral).

## Patrimoine et culture

### Patrimoine architectural

#### Les châteaux
- Le château de Houtain-le-Val.

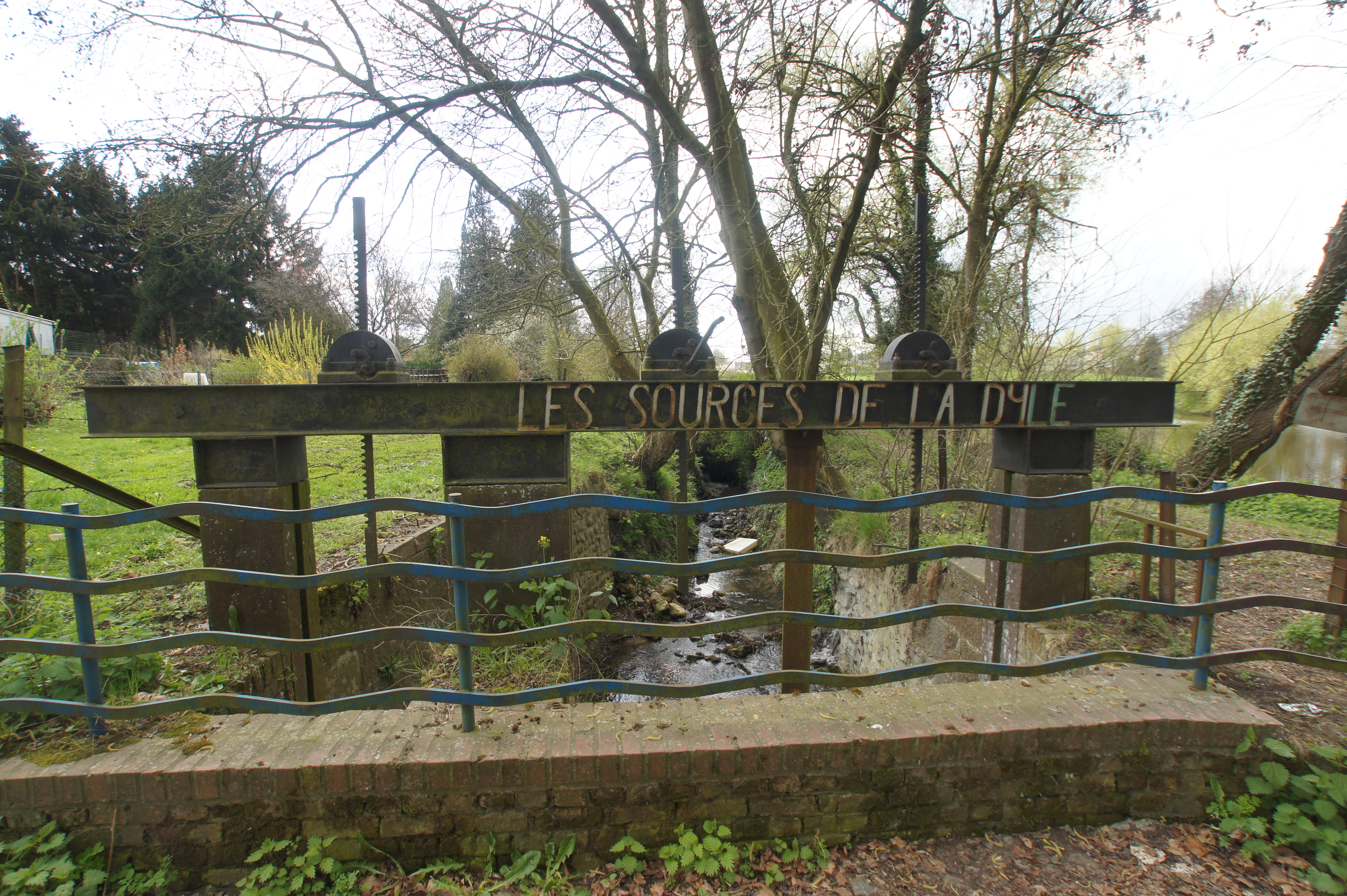
La source de la Dyle.

Il aurait été fondé par Walter de Holton, premier seigneur d'Houtain, en 1129. Lors de sa restauration en 1850, on y a ajouté deux petites tourelles. Aujourd'hui encore, le Château est habité par la descendance (du côté féminin)- du comte d'Hanins de Moerkerke.
- Le château d'Houtain-le-Mont (ou du Baron).

La construction du château débuta en 1912, fut interrompue durant la Grande Guerre et reprit en 1918 pour se terminer en 1920. Il était habité par le Baron Théodore de Crawhez jusqu'à sa mort (fin des années 1980). La bâtisse resta à l'abandon pendant une vingtaine d'années lorsque le fils adoptif du Baron (Hubert) obtint l'autorisation de le rénover, fin des années 1990. Il en supprima les deux tiers et décéda en décembre 2003, six mois avant la fin des travaux. C'est son fils (Raymond) qui s'y installa. Les anciennes propriétés et les fermes du Baron, facilement reconnaissables, sont toutes peintes en jaune.

### Sources
La plupart des renseignements sont tirés de Notre village Houtain édité par la bibliothèque en 1991 ainsi que de la mémoire d'habitants.
- François-Emmanuel de Wasseige, « Le château de Houtain-le-Val », dans Demeures Historiques et Jardins, n° 185, 1ier trimestre 2015, p. 4-11 (24 illustrations)

### Liens utiles
- Renseignements sur ce village
- Site officiel de la commune de Genappe